# 야마모토 토고

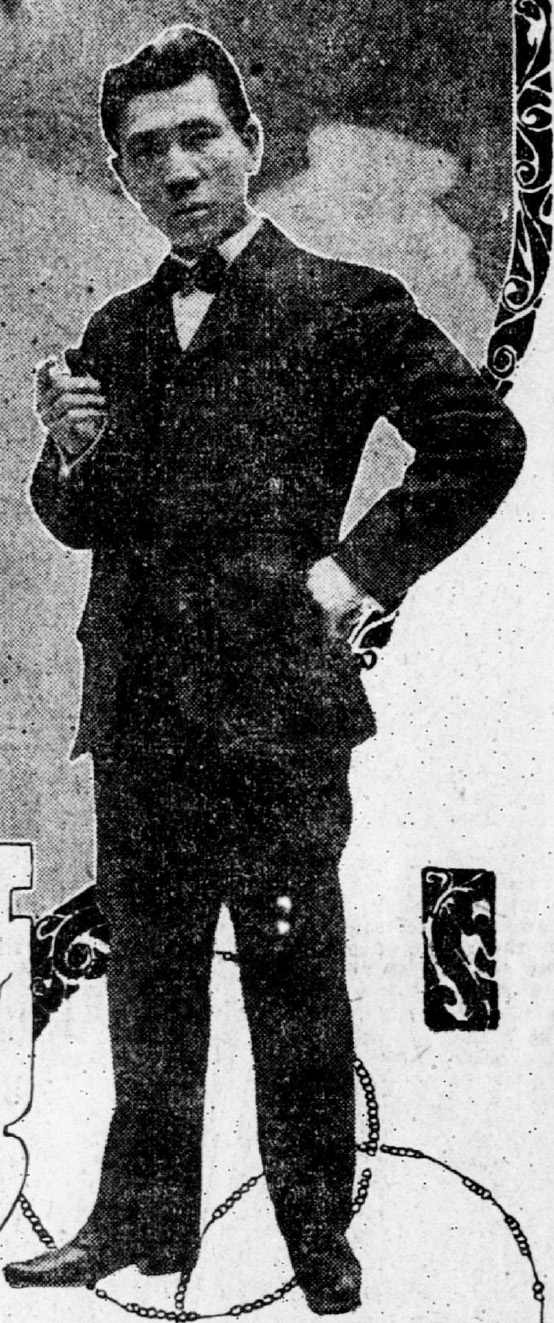

야마모토 토고(Togo Yamamoto, 1886년 11월 4일 ~ )는 일본의 연극 배우이다.
요코하마시에서 태어났다.

## 영화
- 4개의 사랑 이야기 (1947년)
- 아가씨 (1930년)